# Bahnhof Shin-Osaka
Der Bahnhof Shin-Osaka (japanisch 新大阪駅 Shin-Ōsaka-eki) befindet sich im Stadtbezirk Yodogawa der japanischen Stadt Osaka in der Präfektur Osaka.

## Linien
Shin-Osaka wird von den folgenden Linien bedient:
- JR Central Tōkaidō-Shinkansen
- JR West Tōkaidō-Hauptlinie (JR Kyōto-Linie)
- JR West Sanyō-Shinkansen
- U-Bahn Osaka Midōsuji-Linie

## Bauart und Gleise
Er ist ein Turmbahnhof mit 12 Durchfahrtsgleisen in Nord-Süd-Richtung und 7 Durchfahrtsgleisen in Ost-West-Richtung, die die Nord-Süd-Strecke überqueren.

## Geschichte
Zweck des Bahnhofes ist es, die Shinkansen an das lokale Schienennetz anzuschließen, da eine direkte Einbindung des drei Kilometer entfernten Bahnhofs Osaka in das Liniennetz der Shinkansen wegen dessen Lage in der Innenstadt als unrealisierbar angesehen wurde. Der Bahnhof Shin-Osaka bietet Anschlüsse der Tōkaidō-Hauptlinie, der Takarazuka-Linie und der U-Bahn Osaka, für die jeweils ein eigener Bahnhofsteil besteht.
Der U-Bahnhof Shin-Osaka der Midosuji-Linie der U-Bahn Osaka wurde am 24. September 1964 eröffnet. Am 1. Oktober 1964 nahm die Shinkansen ihren Betrieb auf. Der Bahnhof Shin-Osaka bildete damals den Endpunkt der Tōkaidō-Shinkansen-Verbindung mit Tokio.
Im März 1972 wurde die Verlängerung der Shinkansen-Linie in Betrieb genommen. Die San’yō-Shinkansen führte zunächst nach Okayama, seit März 1975 ist die Linie bis Hakata (Fukuoka) verlängert. Die San’yō-Shinkansen ist mit der Tōkaidō-Shinkansen verbunden, einige Züge verkehren durchgängig zwischen Tokio und Hakata.